# Couvent Saint-Bernard de Montluçon
Le couvent Saint-Bernard de Montluçon est un monastère de cisterciennes réformées établi à Montluçon dans le département de l'Allier.

## Localisation
Le couvent Saint-Bernard était situé en ville, au n°4 de la rue des Bernardines, à 290 mètres à l'ouest du château des ducs de Bourbon.

## Histoire
Le couvent est ouvert le 30 mai 1631 grâce aux libéralités de Marguerite de Pollier. Il est occupé par des cisterciennes bernardines venues de l'abbaye de Bussières-les-Nonains. C’est un couvent riche qui assure l'éducation et l'instruction des filles de l’aristocratie régionale, ce qui leur offre un répit à la Révolution. En dépit du décret de l'Assemblée nationale du 13 février 1790 qui les menace d’expulsion, elles bénéficient des dérogations en faveur des établissements enseignants et des couvents de femmes qui leur permettent de rester dans leurs murs jusqu'au 24 septembre 1792.
Le couvent est racheté en 1802 par la ville de Montluçon pour y installer le collège communal. Les bâtiments sont détruits par Charles Le Cœur en 1881 pour implanter un lycée devenu le collège Jules Ferry, le 7 juin 1970.

## Filiation et dépendances
Montluçon est fille du couvent des bernardines de Rumilly